# Revuelta campesina de Flandes (1323-1328)
La revuelta campesina en Flandes de 1323, también conocida como levantamiento en Flandes Marítimo (en neerlandés: Opstand van Kust-Vlaanderen, en francés: soulèvement de la Flandre maritime)  o Revuelta de los Karls, fue una revuelta popular, de las muchas que tuvieron lugar en la tardía Edad Media europea.
La revuelta, iniciada por Nicolaas Zannekin, un rico granjero, se extendió rápidamente hasta las ciudades de Nieuwpoort, Veurne, Ypres y Kortrijk, consiguiendo capturar al conde en esta última. 

## Causas
Entre las principales causas del levantamiento destacan las siguientes:
- Gran crisis de subsistencia producida entre 1315 y 1317 y que afectó muy negativamente a la estabilidad de los precios de los cereales.
- Las relaciones feudovasalláticas de dependencia del Conde de Flandes, Luis I, con el rey de Francia.
- La crisis económica originada por la creciente competencia de los paños italianos frente a la industria pañera de Flandes
- El intento de subida de los impuestos por parte del Conde Luis I de Flandes.

## Desarrollo del conflicto
En el año 1323 estalló en Flandes una revuelta campesina que encontró cierto eco en las ciudades de Brujas e Ypres, especialmente en los gremios de bataneros y tejedores. Su principal nexo de unión era su rechazo a los impuestos condales y al pago del diezmo. El grueso de los rebeldes estaba compuesto por campesinos de tipo medio que, respondiendo a los toques de las campanas de sus parroquias, se fueron agrupando en diversas bandas; a su frente, sin embargo, se encontraban algunos elementos de buena posición económica, como Guillermo de Deken o Nicolas Zannekin. Estos líderes intentaron establecer una administración paralela a la condal.
Finalmente tras la victoria del rey francés, Felipe VI de Francia, venido en ayuda del Conde Luis I de Flandes, sobre los rebeldes en la batalla de Cassel en 1328 la revuelta fue completamente vencida.
- Datos: Q1828770